# François-Armand de Lorraine-Armagnac
Pour les articles homonymes, voir Armagnac.
François-Armand de Lorraine-Armagnac né à Paris le 13 février 1665 et mort dans la même ville le 9 juin 1728 est un évêque français. 

## Biographie
Membre d'une branche cadette d'une maison souveraine, la Maison de Lorraine, François-Armand de Lorraine-Armagnac reçoit à la cour les honneurs particuliers dus à son rang. Il est fils de Louis de Lorraine, grand écuyer de France, comte d'Armagnac, de Charny et de Brionne, et de Catherine de Neufville de Villeroy, sœur du maréchal de Villeroy.
François-Armand de Lorraine est docteur de la faculté de théologie de Paris et est actif dans le pétitionnement pour un siège épiscopal à Nancy. Il est abbé de Royaumont à partir de 1689 et fut également abbé commendataire de l'abbaye des Châtelliers. Sa carrière est retardée par ses sympathies jansénistes. Il devient enfin évêque de Bayeux en 1719.